# Casa de Colón (Las Palmas de Gran Canaria)
La Casa de Colón es una institución cultural situada en el barrio histórico de Vegueta, en Las Palmas de Gran Canaria, Canarias, España.
Se trata de una casa de finales del siglo XVI. Este centro público, adscrito a la Consejería de Cultura, Patrimonio Histórico y Museos del Cabildo de Gran Canaria, e inaugurado en 1951, es uno de los edificios más emblemáticos de la ciudad. Su ámbito se centra en el estudio, investigación y difusión de la historia de Canarias y de sus relaciones con América. Alberga un Museo, una Biblioteca y Centro de Estudios especializado, así como diversos espacios destinados a actividades temporales: cursos, seminarios, jornadas, exposiciones, proyecciones, conciertos, etc.

## Estructura
La configuración actual del inmueble proviene de la integración de varias viviendas, una de las cuales es parte de la supuesta antigua Casa del Gobernador, que Cristóbal Colón se cree visitó durante su primer viaje, en 1492, con el fin de solicitar ayuda para el arreglo de La Pinta. La arquitectura presenta diversas intervenciones desde 1950, conservando zonas originales que se remontan al siglo XVI. Las diversas rehabilitaciones, así como los elementos originales conservados, hacen de la Casa un edificio singular y de obligada referencia en la ciudad de Las Palmas de Gran Canaria.
El Museo se compone de dos grandes patios y un total de trece salas de exposición permanente. Destacan en ellos los artesonados, los arcos y las columnas. El patio, que tiene un brocal de pozo gótico, adquiere mayor importancia por su valiosa arquería renacentista, procedente del desaparecido convento de Santo Domingo, destruido por los ataques del corsario holandés Pieter van der Does en el siglo XVI.

## Áreas del museo
Los fondos del Museo se articulan en cinco áreas temáticas:

### Colón y sus viajes

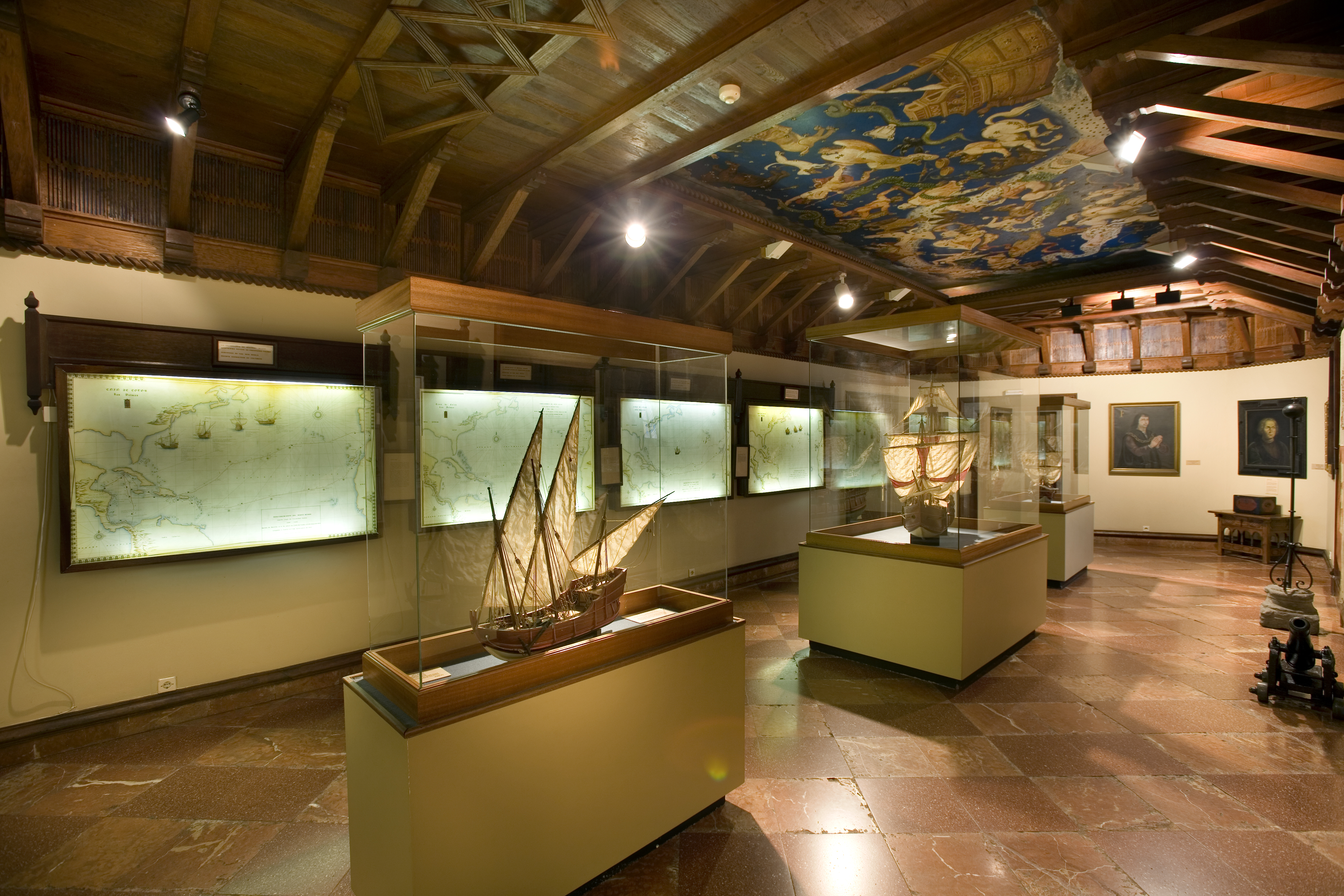
Colón y sus Viajes.

Los avances tecnológicos y la nueva mentalidad del hombre renacentista, contribuirán a la búsqueda de nuevas rutas que van a potenciar el salto del Atlántico y por consiguiente el Descubrimiento de un Nuevo Mundo. Las diferentes salas ofrecen al visitante esta información de forma didáctica, a través de maquetas, paneles y objetos representativos de ese momento histórico. Insignias, cartas náuticas, instrumentos de navegación, carabelas y rutas, así como la reconstrucción de la cámara del Almirante.

### Canarias: enclave estratégico y base de experimentación del Nuevo Mundo

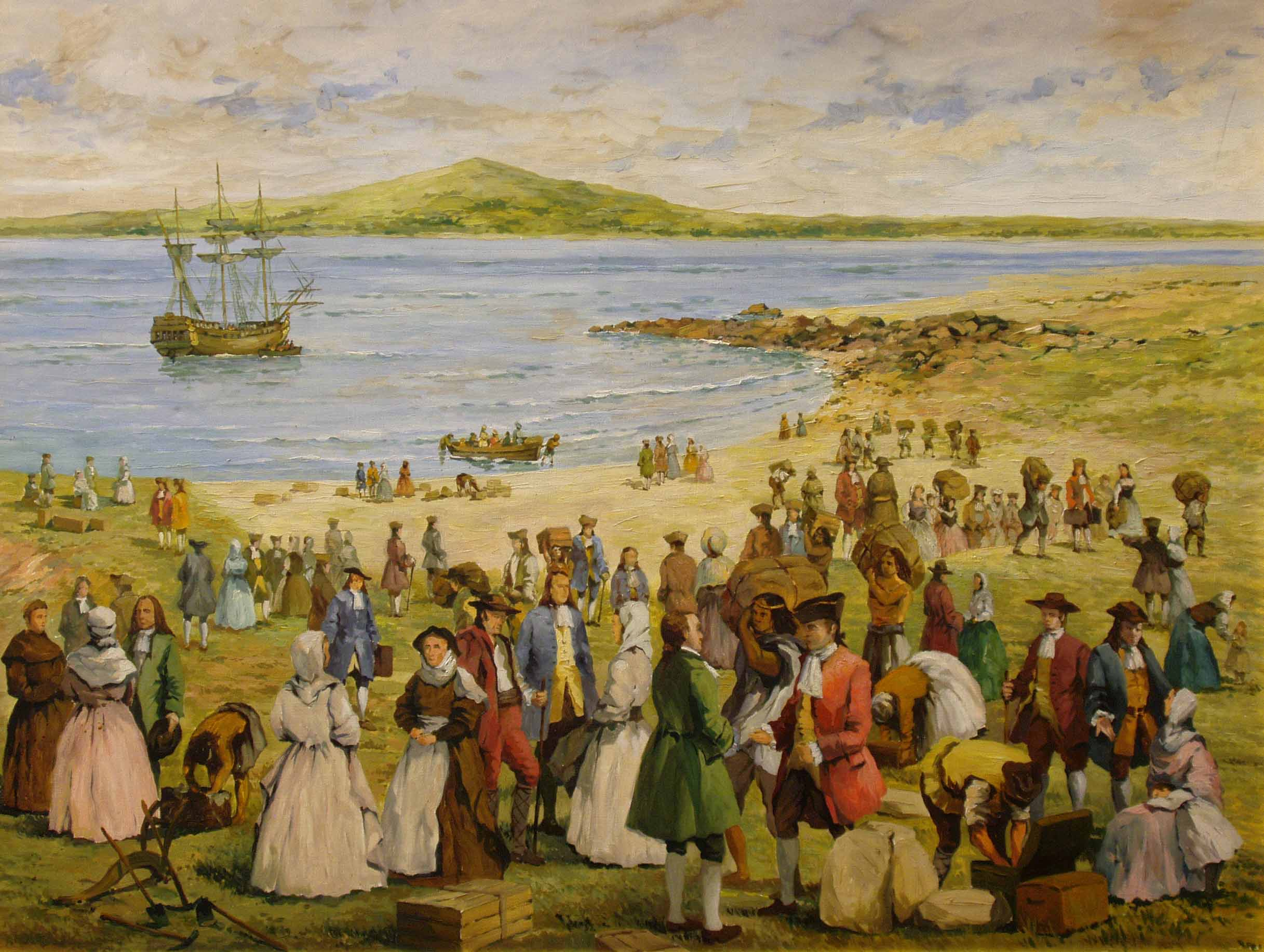
Desembarco de las primeras familias canarias en Montevideo. 19 de noviembre de 1726. Carlos Menk Freire, 1987. Copia del original de J.M. Pagany.

El paso de Colón por Canarias no fue un hecho fortuito. El Archipiélago está situado en una posición que facilita la navegación hacia el occidente, debido a los vientos alisios y a las corrientes marinas. Aquí van a recalar todas las expediciones para avituallarse antes de cruzar el Atlántico. A partir de entonces, desde y hacia el Archipiélago, comienza todo un trasvase social, cultural y económico, que nos vincula a América. Las islas no serán mera escala en la carrera de Indias, sino también mercado de productos y fuente de emigración. Las familias canarias se establecen en el Nuevo Mundo, ganando para el Archipiélago el calificativo de “Hacedor de Pueblos”. Estas relaciones Canarias-América mantienen actualmente toda su vigencia.

### América antes del descubrimiento

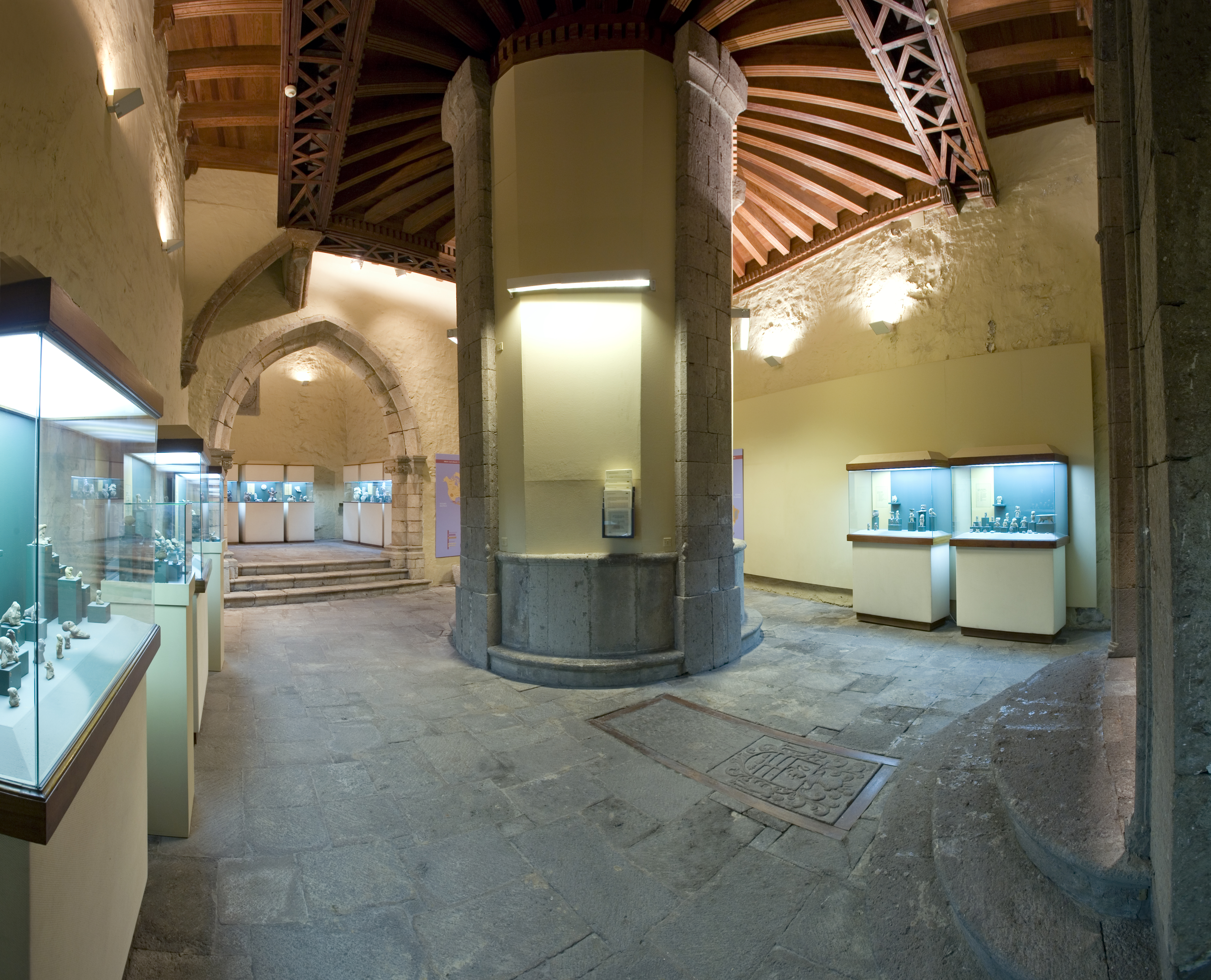
América antes del Descubrimiento.

En la cripta podemos contemplar paneles informativos sobre el poblamiento americano, áreas culturales, los pueblos de la América Precolombina, así como material etnográfico contemporáneo, todo ello apoyado en tres colecciones:
- Cultura Esmeraldeña y Tolita: El Museo dispone de una variada colección de piezas cerámicas originales, tales como figurillas zoomorfas, antropomorfas, sellos y objetos propios del ajuar funerario.
- Culturas mesoamericanas: Varias representaciones integradas por reproducciones de las culturas azteca, maya, zapoteca, mixteca, etc.
- Culturas Amazónicas: Destacan objetos de cestería, arpones y flechas del siglo XX, pertenecientes a la cultura yanomami.

### La isla de Gran Canaria y la ciudad de Las Palmas de Gran Canaria

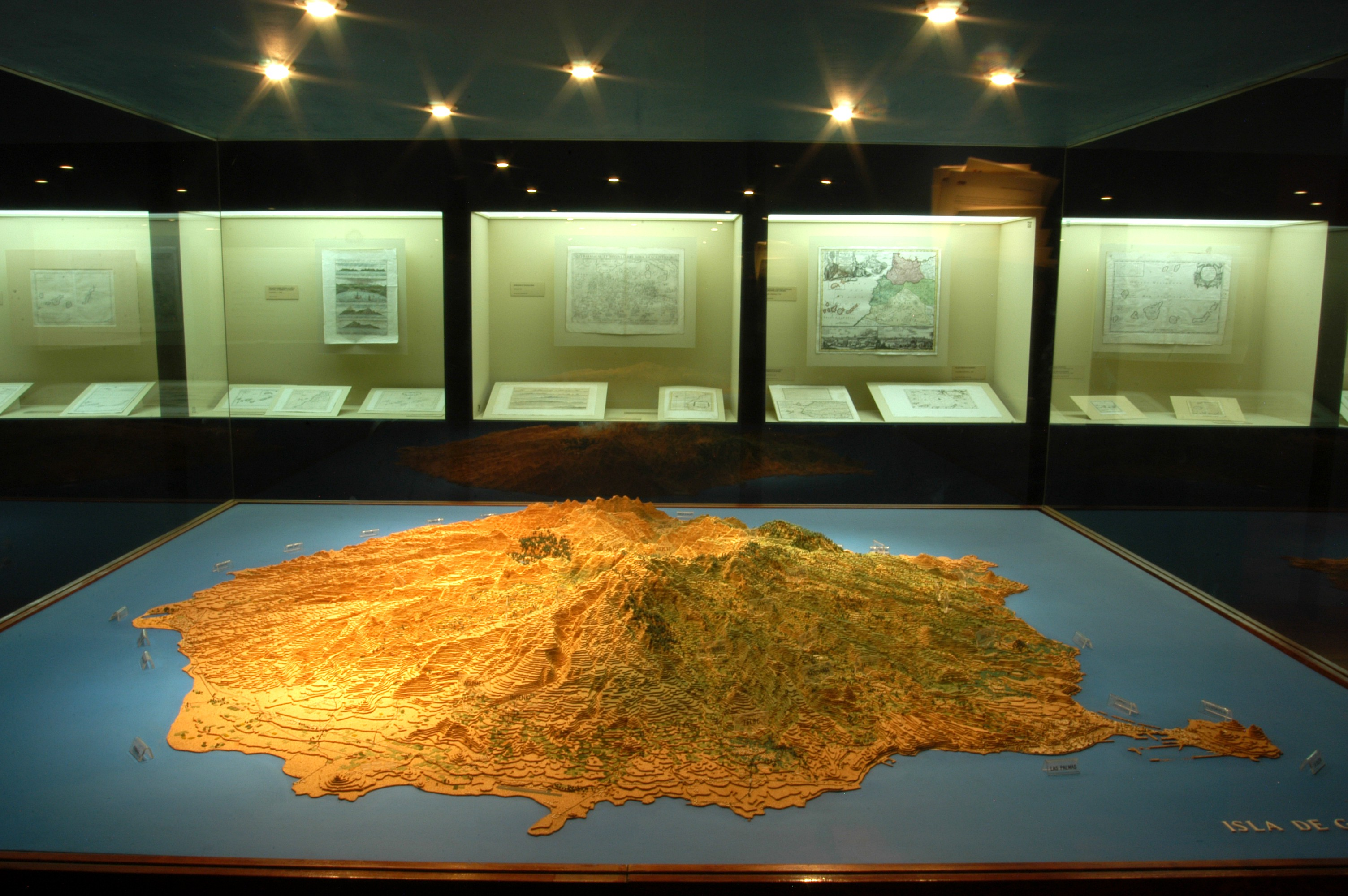
Maqueta de la isla de Gran Canaria.

La sala destinada a Gran Canaria exhibe una maqueta a escala de la isla, acompañada de cartografía histórica del Archipiélago, permitiendo al visitante ubicar la ciudad en su entorno geográfico. En la sala de Las Palmas de Gran Canaria se muestra la formación y evolución de la capital, desde el siglo XV al XIX, a través de tramas urbanas, maquetas y documentación gráfica, destacando la colección de grabados del ataque de Pieter van der Does a la ciudad.

### Pintura de los siglosXVIalXX
Del siglo XVI, destacan las cuatro tablas flamencas, cuya procedencia nos remite al floreciente comercio del azúcar, que el archipiélago mantuvo en este periodo con Flandes.
Procedentes de la América del siglo XVIII, podemos contemplar la pintura mexicana de José de Páez cuyo tema es La Coronación de la Virgen, así como el Niño Jesús Nazareno de la escuela cuzqueña.
De la pintura del siglo XIX, mención especial merece el Retrato de Carlos María Esquivel, así como diversas obras costumbristas de Eugenio Lucas Velázquez, Manuel Cabral y Ferdinand Heilbuth, entre otros.
Concluye esta muestra con pinturas realizadas por artistas canarios de finales del siglo XIX e inicios del XX.

## Servicios

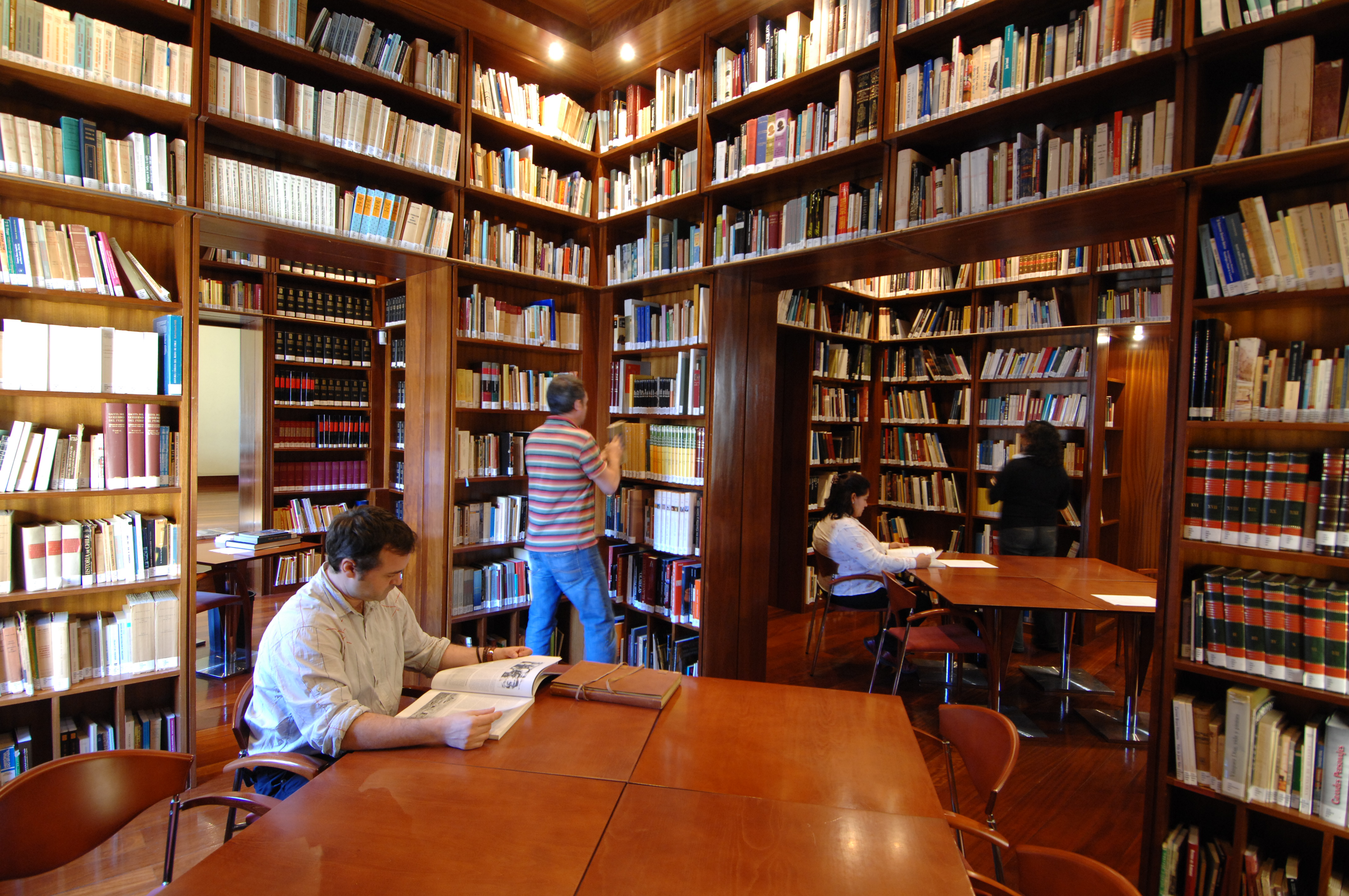
Biblioteca Casa de Colón.

### Biblioteca
Biblioteca especializada en Historia de América y sus relaciones con Canarias. El fondo se compone de aproximadamente de 25.000 volúmenes, destacando por su interés para los investigadores la parte dedicada a la Historia Colombina.

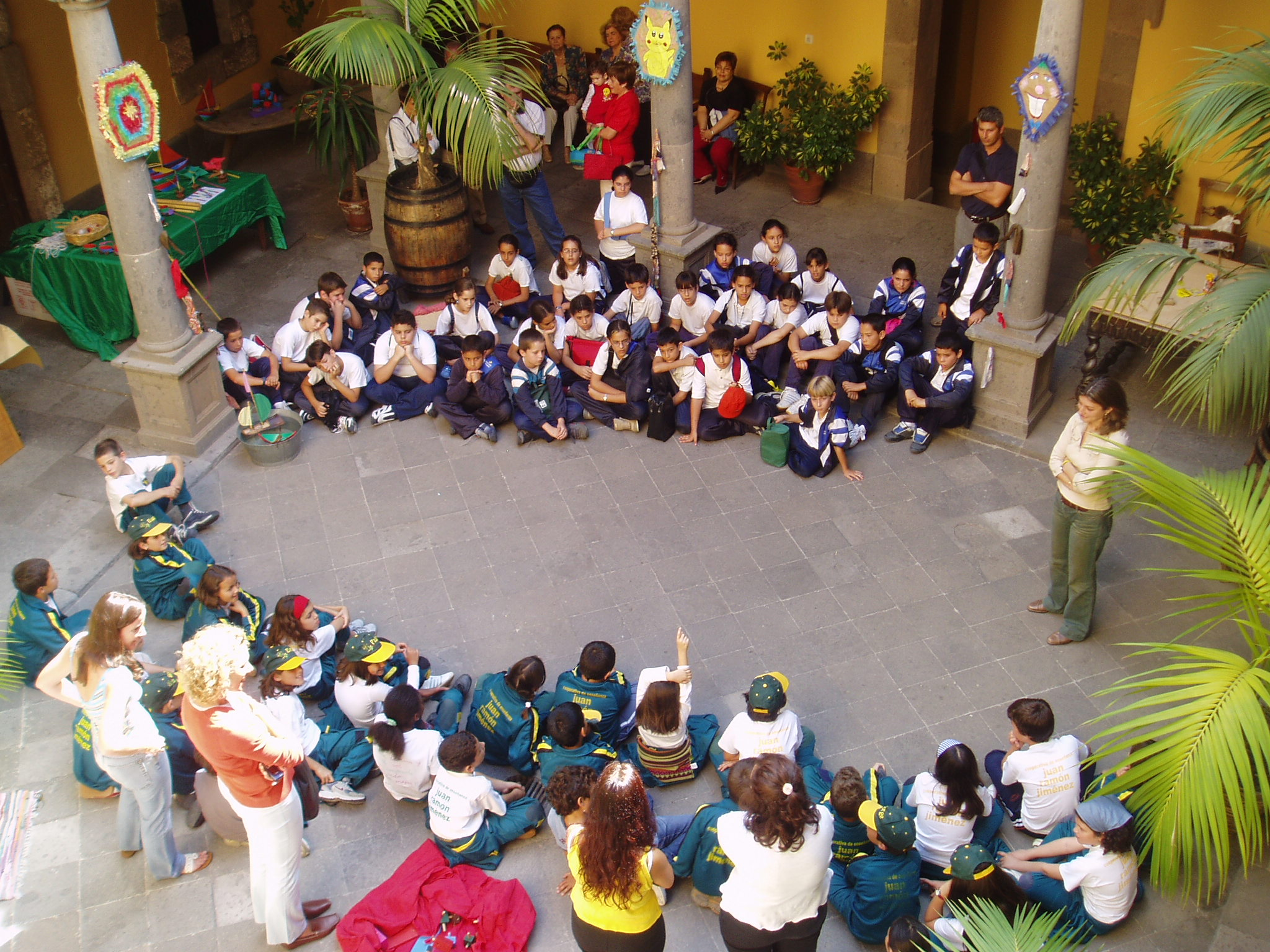
Actividades DEAC.

### Educación y acción cultural
La Casa de Colón organiza a lo largo de todo el año una serie de actividades encaminadas a la conservación e investigación de los fondos de su colección así como a la difusión de los mismos. Para ello organiza exposiciones temporales, normalmente temáticas, y actuaciones tales como: visitas guiadas, talleres pedagógicos, maletas didácticas, cursos formativos, cuadernos educativos y material para docentes.

### Fomento de la investigación
Coloquios de Historia Canario-Americana
Entre las actividades dedicadas preferentemente a potenciar la investigación sobre la Historia de Canarias y sus relaciones con América, destacamos los Coloquios de Historia Canario-Americana, de carácter bienal. Bajo la dirección de Francisco Morales Padrón, se han celebrado hasta la actualidad ininterrumpidamente desde 1976. Las Actas de estos encuentros son hoy reflejo del estado actual de la investigación de las relaciones canario-americanas.
Anuario de Estudios Atlánticos
Mención aparte merece la revista científica Anuario de Estudios Atlánticos, editada desde 1955, con 54 números y más de 800 artículos. Fundada por Antonio Rumeu de Armas y  dirigida inicialmente por Antonio de Bethencourt Massieu, constituye hoy una herramienta fundamental para el conocimiento de la cultura canaria.
Viera y Clavijo, Relaciones Canarias-América y premio Especial Canarias-América
Los Premios de investigación Viera y Clavijo, las Ayudas para proyectos de investigación sobre Relaciones Canarias-América, así como el Premio Especial Canarias-América cierran un círculo de actividades dirigidas al fomento de la investigación.
Cursos, seminarios y jornadas
Asimismo la Casa de Colón programa a lo largo del año una serie de actos de carácter no permanente, como cursos, seminarios y jornadas, donde se da cabida no sólo a los grandes temas históricos, sino que también se intenta propiciar una reflexión sobre los aspectos más relevantes del pensamiento e historia contemporáneos, resaltando la proyección de Canarias en el Atlántico.
Sede de la Universidad Internacional de Canarias Pérez Galdós
Esta iniciativa del Cabildo Insular de Gran Canaria tuvo su sede en la Casa de Colón. Este centro nació en 1962 y se reglamentó en 1971, adscrito a la Universidad de La Laguna y radicado en Las Palmas de Gran Canaria. Para su funcionamiento se tomó el modelo de la ya existente Universidad Internacional Menéndez Pelayo de Santander. En estas universidades “de verano” no se impartían disciplinas regladas en los planes de estudio de las carreras tradicionales, sino cursillos que pretendían no solo actualizar y ampliar los conocimientos del alumnado sino también proporcionar a toda la población interesada la posibilidad de alcanzar un conjunto de materias con las que mejorar su formación. Este centro constaba de secciones de Humanidades, de Ciencias y de Lengua y Cultura españolas para extranjeros. Comenzó sus actividades en 1962, con el catedrático Manuel Alvar como director y con Alfonso Armas Ayala como secretario. La reorganización universitaria canaria de 1989 y el desarrollo en ella de la Ley de Reforma Universitaria acabó por llevar a su desaparición.

## Galería

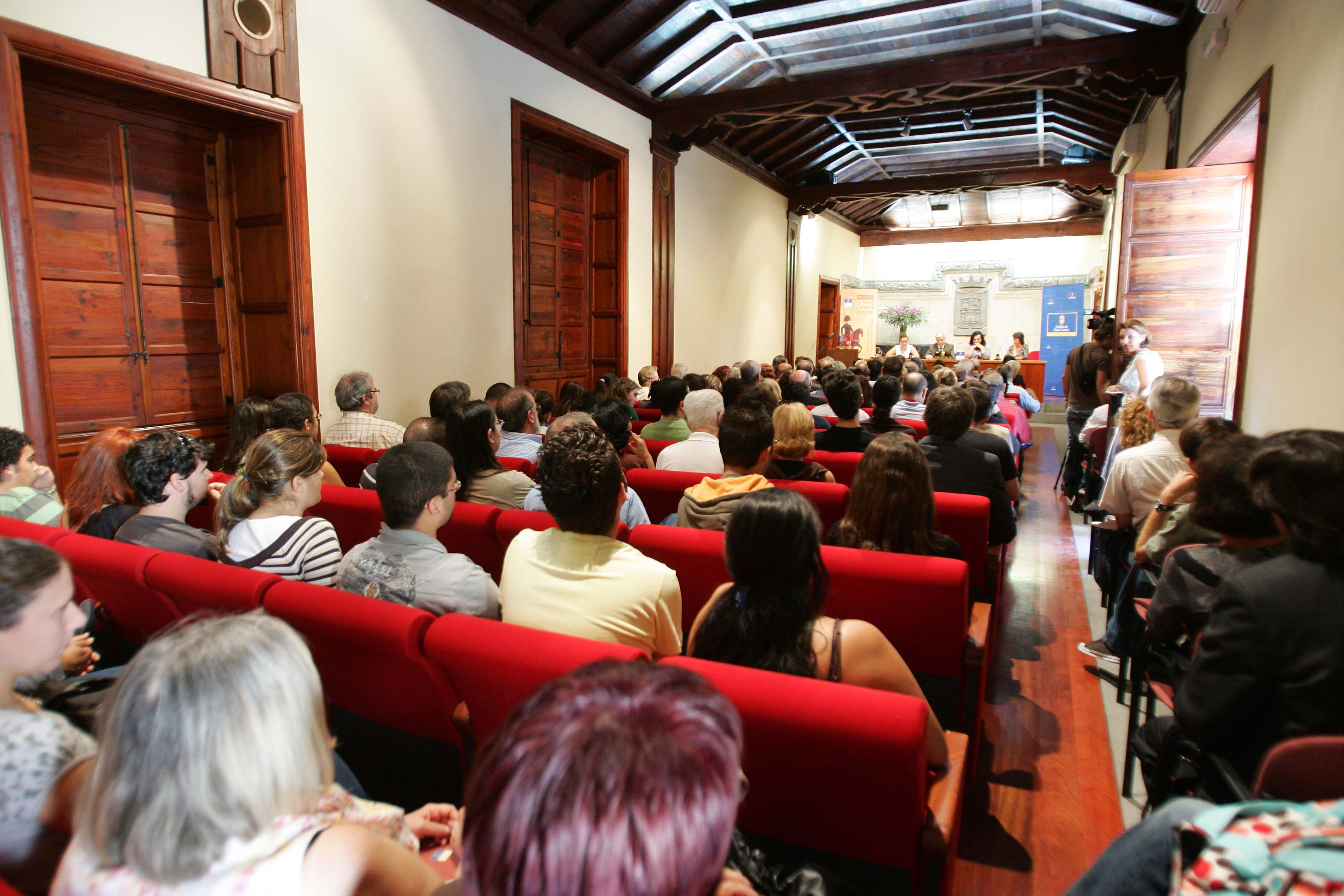
Salón de Actos.
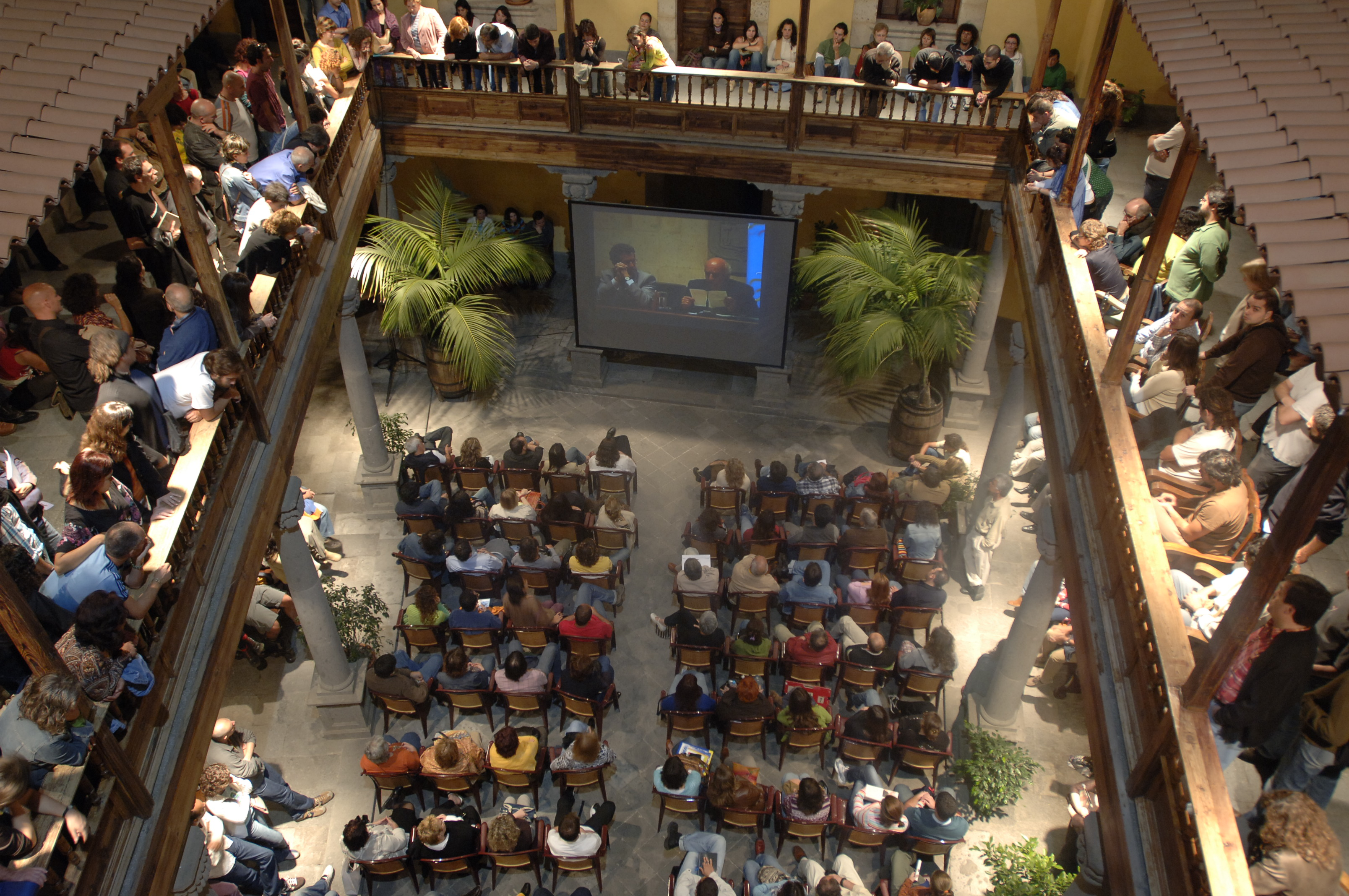
Actividad en el patio de la Casa de Colón.
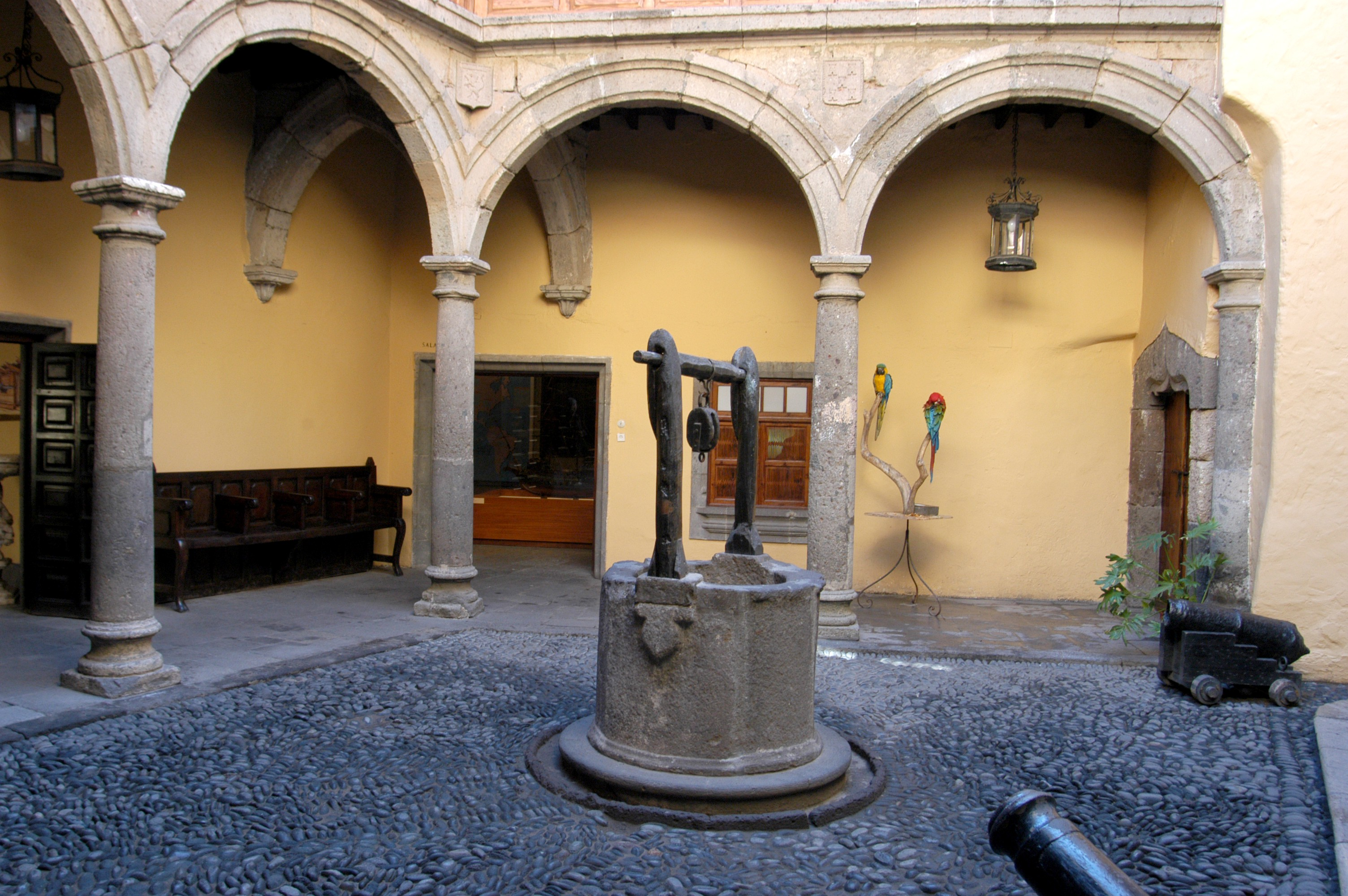
Patio del Pozo.